# Lonsana Doumbouya
Pour les articles homonymes, voir Doumbouya.
Lonsana Doumbouya, né le 26 septembre 1990 à Nice, est un footballeur international guinéen qui évolue au poste d'attaquant à Port FC.

## Biographie

### En club
Il inscrit 11 buts en troisième division belge lors de la saison 2012-2013, puis 10 buts en deuxième division belge lors de la saison 2014-2015.
Lors de la saison 2019, il inscrit 20 buts en 28 matchs de Championnat de Thaïlande de football sous les couleurs du Trat FC et termine la saison meilleur buteur du championnat.
En janvier 2020, il signe un contrat de 2 ans auprès du Meizhou Hakka F.C en Championnat de Chine de football D2.
Le 30 juillet 2021, Doumbouya rejoint le Shanghaï Shenhua. Au moment du transfert, il est le meilleur buteur de la ligue. Le 29 avril 2022, il quitte le club.

### En équipe nationale
Il joue son premier match en équipe de Guinée le 13 novembre 2016, contre la RD Congo (défaite 1-2).